# ليز من اسكتلندا
شركة ليز من اسكتلندا Lees Foods Limited ، المعروفة باسم Lees of Scotland ، هي شركة مصنعة للحلويات والمرينج ذات العلامات التجارية في كوتبريدج ، شمال لاناركشاير ، اسكتلندا.
تأسست الشركة في سنة 1931 على ايد جون جاستس ليز، ابن أحد بائعي البقالة في شارع نيولاند في كوتبريدج.   كان ليز يحاول صنع قالب فوندان شوكولاتة ناعم في ورشة عمل فوق متجر العائلة في شارع نيولاندز. على الرغم من عدم نجاحه، حاول تغطية الشريط بجوز الهند كنوع من التجربه، مما أدى إلى التوصل إلى وصفة شريط ليز ماكارون. 
المنتجات الأصلية اللى تصنعها شركة Lees هي بار Lees Macaroon و Lees Snowball.  أضافت الشركة بعد ذلك منتجات أخرى، وأضافت في وقت لاحق ألواح الشوكولاتة والفدج وألواح جوز الهند المثلجة.  
شعار الشركة هو "Lees، Lees، More if you Please". 